# Ligia hachijoensis
Ligia hachijoensis is een pissebed uit de familie Ligiidae. De wetenschappelijke naam van de soort is voor het eerst geldig gepubliceerd in 1999 door Nunomura.